# Gillender Building
Das Gillender Building war ein historischer Wolkenkratzer in New York City und eines der ersten Hochhäuser der Stadt. Es befand sich im Financial District an der Kreuzung der Wall Street und der Nassau Street in Downtown Manhattan. Nach der Fertigstellung im Jahr 1897 war es das fünft- oder achthöchste Gebäude von New York City.

## Beschreibung
Entworfen und geplant wurde das Gebäude von Charles I. Berg und Edward H. Clark. Es hatte einen Grundriss von 7,9 × 22,3 m (26 × 73 Fuß), eine Höhe von 83 m (272 Fuß) und eine Nutzungsfläche von etwa 2.800 m² (30.000 square feet). Mit insgesamt 19 Stockwerken, davon 17 im Hauptteil und zwei in der Turmkuppel, zählte es zu den Bauwerken mit der höchsten Anzahl an Stockwerken.
Das Gillender Building wurde als eine reine Stahlkonstruktion ausgeführt. Es besaß einen vollständig windversteiften Rahmen aus Stahl, der, wie bei den meisten Gebäuden, mit Mauerwerk ausgefüllt wurde. Insgesamt 12 vertikal angeordnete Säulen ruhten parallel zueinander auf einem Senkkastenfundament. Nach seiner Fertigstellung wurde das Gebäude als technische Meisterleistung bezeichnet und erhielt überwiegend positive Kritiken. Das Gillender Building fiel vor allem durch sein Mischungsverhältnis von Höhe und Grundfläche auf. Durch seine Form und Höhe sowie seiner weißen Fassade ragte es besonders aus der Skyline heraus.
In der Zeit zwischen der Eröffnung 1897 bis zu seinem Abriss im Jahr 1910 diente das Gillender Building überwiegend diverser Finanzunternehmen als Hauptsitz. Jedoch galt das Gebäude nach nur kurzer Zeit als wirtschaftlich „überholt“. Bereits im Jahr 1909 begannen die ansässigen Kreditinstitute in New York, ihre Immobilien auszubauen. Im Dezember desselben Jahres wurde das Gillender Building für einen Rekordpreis von 882 $ pro Quadratmeter an die Bankers Trust Company verkauft. Im April 1909 begann der Abriss des Gebäudes, der im Juni 1910 abgeschlossen war. Ein Großteil des Baumaterials konnte gesichert werden. An seiner Stelle wurde das 14 Wall Street, welches mit 160 m (540 Fuß) fast doppelt so hoch ist, errichtet. Bis zum Abbruch des Singer Buildings im Jahr 1967 war es das bis dahin höchste abgerissene Hochhaus der Welt.

## Standort
Das Gillender Building befand sich an der nordwestlichen Ecke an der Kreuzung Wall Street/Nassau Street im Financial District in Downtown Manhattan. Die Hauptfassade und zugleich längere Seite des Gebäudes, die 22 m (73 Fuß) betrug, lag zur Nassau Street hin, die kürzere mit 7,9 m (26 Fuß) grenzte an die Wall Street. Den Block zwischen Wall Street/Pine Street und Nassau Street/Broadway bildeten neben dem Gillender Building mehrere Gebäude in direkter Nachbarschaft, darunter das American Surety Building, das Hanover Bank Building sowie das Equitable Building, von denen einige bis heute existieren.
Das heutige Gebäude 14 Wall Street besitzt einen quadratischen Grundriss von 30 × 30 m (100 × 100 Fuß). Errichtet wurde es auf dem Fundament des Vorgängerbaus und des ehemaligen siebenstöckigen Stevens Buildings, das direkt an das Gillender Building angrenzte. Beide Gebäude sowie das Hanover Bank Building und ein kleines siebenstöckiges Zwischengebäude wurden zu Beginn der 1930er Jahre zusätzlich abgerissen.

## Geschichte
Das Gillender Building wurde im Jahr 1896 gebaut und ein Jahr darauf eröffnet. Es wurde bereits im Jahr 1910 zugunsten des größeren Bankers Trust Buildings abgerissen. Das Gillender Building war 83 Meter hoch und hatte 19 Etagen. Es hatte eine Grundfläche von 22,3 × 7,9 Metern und stand an der Kreuzung Wall- und Nassaustreet.
Ablauf der Abrissarbeiten

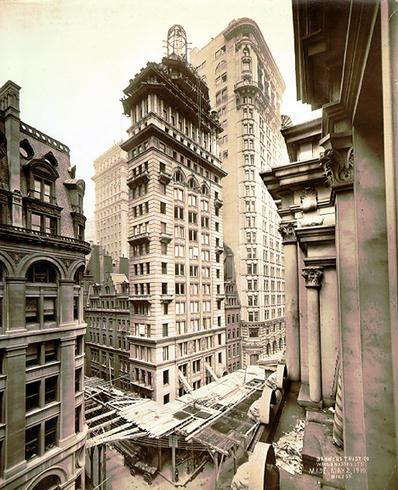
Oberste Etagen und Turm
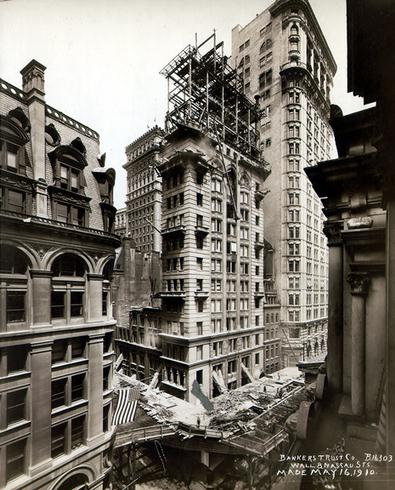
Obere Stockwerke
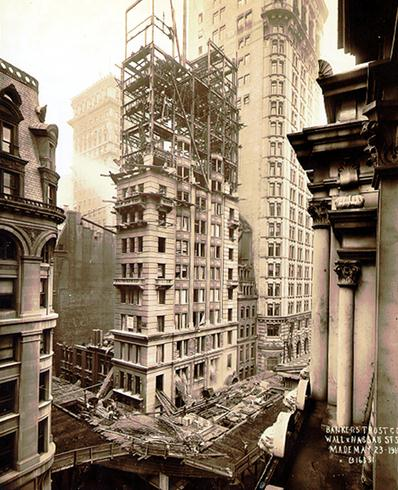
Mittlere Stockwerke
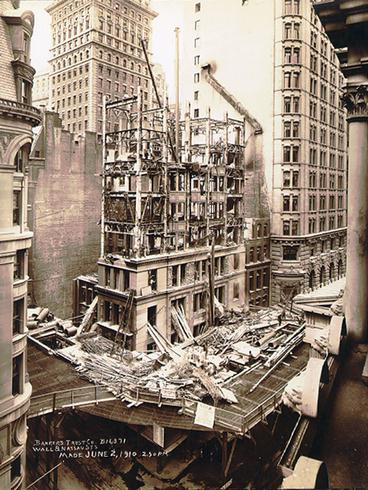
Untere Stockwerke
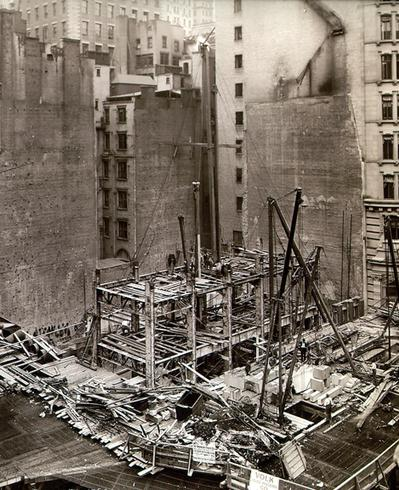
Letzte Abrissarbeiten